# Stare Wisłoczysko
Stare Wisłoczysko – część wsi Wólka Małkowa w Polsce położona w województwie podkarpackim, w powiecie przeworskim, w gminie Tryńcza, w sołectwie Wólka Małkowa.
W latach 1975–1998 miejscowość położona była w województwie przemyskim.
Stare Wisłoczysko znajduje się od strony Gniewczyny Trynieckiej.